# 언페어 더 앤서
언페어 더 앤서(アンフェア the answer)는 2011년 9월 17일에 개봉한 시노하라 료코 주연의 영화이다.

## 개요
2006년에 간사이 TV 방송·교도 TV 제작, 후지 TV에서 방송 된 텔레비전 드라마 《언페어》의 2번 째 극장판. 전작 《언페어 the movie》의 속편이며, 전작에서 수수께끼로 남은 경찰의 부정이 저장 된 기밀 문서의 배후에 있는 흑막의 존재가 밝혀짐과 동시에, 기밀 문서를 둘러싼 문제는 결말을 맞이한다.
캐치카피는 당신은, 누구를 믿을 것인가?(あなたは、誰を信じるか?), 유키히라 나츠미, 마지막 사건. 모든 답은, 거기에 있다.(雪平、最後の事件。すべての答えが、そこにある。).
전국 368개의 스크린을 확보하고 개봉, 2011년 9월 17일, 18일 첫 주 이틀간의 흥행 수익은 약 3억 1316만 엔, 약 24만명의 관객을 동원해 영화 관객 동원 랭킹 (흥행 통신사 조사)으로 첫 주 1위를 차지하였다.

## 줄거리
도요스 경찰병원 점거 테러 사건 해결 후, 유키히라 나쓰미는 해임되어 홋카이도 니시몬베쓰시로 이사가 탐정사무소 대표로 근무하고 있다. 그 때 도쿄에서는 네일건을 사용한 연쇄 살인 사건이 발생. 더욱이 그 사건은 용의자로 지목 된 사람이 차례로 죽음을 당하는 일종의 예고 살인이며, 다음은 유키히라의 전 남편 사토 가즈오가 용의자로 지목된다. 유키히라는 다시 도쿄로 비밀리 이동하여 사토를 만나 해독을 의뢰한 기밀 문서가 숨겨진 USB를 살펴보는데, 그 다음 날 어떻게 된 일인지 연쇄 살인 용의자로서 체포된다!
유키히라 체포 소식은 경시청에도 특보로 보도된다. 도쿄지검에서 온 검찰관 무라카미 가쓰아키에게 조사를 받는 긴박한 상황 속, 사건의 진상을 알아보기 위해 유키히라는 경찰의 눈을 피해 도망친다.
마지막에 USB를 손에 넣는 것을 누구일 것인가. 그리고 유키히라는 사건 해결을 위해 누구를 믿고, 누구에게 배신당하며, 그리고 누구를 배신하는 것인가.

## 등장 인물
- 유키히라 나츠미 - 시노하라 료코

現 홋카이도 탐정사무소 대표
前 경시청 형사부 수사1과 주임. 쓸데없이 미인, 난잡한 방식과 총 쓰는 일도 마다하지 않는다. 경시청 검거율 No.1.
- 이치조 미치타카 - 사토 코이치

홋카이도 니시몬베쓰서 형사과 과장경부.
항상 부하에게서 신뢰받는, 냉정하고 침착한 자수성가형 형사.
- 무라카미 가쓰아키 - 야마다 다카유키

도쿄지검 검찰관.
유키히라를 조사하지만 사건의 진상을 몰래 파헤치기 위해 독단적으로 유키히라와 손 잡는다. 아버지가 前 검사총장이기 때문에 유복하게 자랐다.
- 고쿠보 유지 - 아베 사다오

경시청 형사부 수사1과 관리관 경시.
前 유키히라의 상사이며, 그녀를 매우 싫어한다.
- 미카미 가오루 - 가토 마사야

경시청 형사부 감식과 검시관.
유키히라의 파트너이며, 깊은 통찰력을 가졌다.
- 다케다 노부히코 - 후키코시 미쓰루

네일건 연쇄 살인 사건의 3번 째 피해자.
- 유키 슈 - 오모리 나오

유키히라를 쫓는 의문의 남자.
- 야마지 데쓰오 - 테라지마 스스무

경시청 형사부 수사1과 특수방 관리관 경시.
하스미의 연인. 수사1과 관리관이었으나, 전작 사건의 책임을 지고 교체되었다.
- 사토 가즈오 - 카가와 테루유키

유키히라의 전 남편. 프리랜서 저널리스트.

## 제작진
- 원작 - 하타 다케히코
- 제작 - 쓰쓰미다 야스오, 가메야마 지히로, 瀧藤響孔, 야마다 요시아키, 이치카와 미나미
- 각본·감독 - 사토 시마코
- 음악 - 스미토모 노리히토
- 주제가 - 나카시마 미카 LOVE IS ECSTASY
- 이그젝티브 프로듀서 - 우스이 히로쓰구
- 프로듀서 - 요시조 히데키, 다네다 요시히코, 도요후쿠 요코, 이나다 히데키
- 라인 프로듀서 - 모리 타로
- 촬영 - 사코 아키라
- 조명 - 가세 히로유키
- 미술 - 하야시다 유지
- 녹음 - 아베 시게루
- 편집 - 호가키 준노스케
- 음향효과 - 시바자키 겐지
- VFX 프로듀서 - 이시이 노리오
- 스크립터 - 마키구치 에미
- 장식 - 사카모토 아키라
- 조감독 - 야마모토 도오루
- 제작담당 - 아리가 다카토시
- 제작 - 간사이 TV 방송, 후지 TV, 재팬 뮤직 엔터테인먼트, 교도 TV, 도호
- 제작 프로덕션 - 교도 TV
- 배급 - 도호

## 같이 보기
- 언페어
- 언페어 the movie